# Peacefull James
 Der er for få eller ingen kildehenvisninger i denne artikel, hvilket er et problem. Du kan hjælpe ved at angive troværdige kilder til de påstande, som fremføres i artiklen.

Peacefull James er en ugandisk/dansk rapper, der har tilbragt det meste af sit liv i Danmark. Han blev i starten af 2010 udvalgt blandt 800 bands til en af de 24 kunstnere i P3’s Karrierekanonen og udgav senere på året EP’en ”Keepin’ It Real”, som fik en meget positiv modtagelse af bl.a Word On The Street og Danskrap.dk.
Efter en række gratis download-numre blev Peacefull James nomineret og vandt Underground Music Awards 2011 i kategorien hiphop. Han arbejder i øjeblikket på sin første reelle udgivelse ”This Is Not Me”, som ventes udsendt inden årets udgang, og spiller landet rundt, både solo og som gæsterapper hos bl.a. Dafuniks og Tako Lako.